# Simio de Bili
Los simios de Bili, o simios misteriosos de Bondo, fueron nombres dados en 2003 en informes sensacionalistas en los medios a una supuesta nueva especie de simio gigante altamente agresivo que habitaba los humedales y la sabana alrededor de la aldea de Bili (situada a unos 200 km al este de Bondo) en la República Democrática del Congo. De acuerdo con un artículo de National Geographic publicado en 2003, estos simios anidaban en el suelo como los gorilas, pero tenían una dieta y características propias de los chimpancés.
Los científicos pronto determinaron que se trataba de chimpancés comunes, formando parte de una población contigua más grande que se extendía por esa zona del norte del Congo. Las pruebas genéticas con genoma mitocondrial realizadas en 2003 indicaron que, de hecho, se trataba de un chimpancé oriental ya descrito (Pan troglodytes schweinfurthii), una subespecie del chimpancé común. 

## Historia
Alrededor del 1908 algunos cráneos de gorilas fueron recolectados por primera vez cerca de la ciudad de Bili. Estos fueron enviados al poder colonial de Bélgica, y en 1927, una nueva subespecie de gorila, Gorilla gorilla uellensis, fue descrita basándose en estos especímenes. No obstante, el antropólogo Colin Groves examinaría los cráneos en 1970 y acabó determinando que eran indistinguibles de los gorilas occidentales.
Karl Ammann, un fotógrafo suizo keniano y activista contra la carne de animales silvestres, visitó la ciudad por primera vez en 1996 en busca de los gorilas. En lugar de eso, Ammann compró un cráneo que tenía dimensiones como las de un chimpancé, pero con una cresta sagital prominente como la de un gorila. Ammann compró a unos cazadores una fotografía de lo que parecía un chimpancé muy grande. Ammann también midió excrementos fecales tres veces más grandes que el estiércol normal de un chimpancé y moldes de huellas de pisadas tan grandes o más grandes que las de un gorila.
Años más tarde, en el año 2000, Ammann regresaría con un grupo de investigadores extranjeros a una zona descrita por un cazador camerunés que el propio Ammann había enviado años antes a explorar la zona. Pese a que no divisaron ningún chimpancé, sí encontraron varios nidos en el suelo, bastante desgastados, característicos de los gorilas más que de los chimpancés, en lechos de ríos pantanosos.
En 2001, Karl Ammann reclutó a un equipo internacional de científicos, entre ellos George Schaller y Mike Belliveau, para buscar simios, pero la iniciativa resultó infructuosa.[cita requerida]
Ya terminada la segunda guerra del Congo (en 2003) fue más fácil para los científicos realizar investigaciones de campo en el Congo. Ammann también reclutó a Shelly Williams, una psicóloga experimental afiliada a la revista National Geographic, quien afirmó ser la primera científica en ver a los "simios de Bili". Williams regresó a los Estados Unidos con vídeos, aparentemente comprados a uno de los rastreadores a largo plazo de Ammann.  "Podíamos escucharlos en los árboles, a unos 10 metros de distancia, cuando de repente cuatro vinieron corriendo entre la maleza hacia mí. Si se hubiese tratado de una carga simulada habrían estado gritando para intimidarnos. Estos simios eran silenciosos y enormes. Venían a matarme, pero en cuanto vieron mi cara se detuvieron y desaparecieron”, informó Williams acerca de un supuesto encuentro cercano con estos simios.
Según Williams, quien afirma haber aprendido lingala, la población local clasificaba a los grandes simios en dos grupos distintos: por un lado estaban los "golpeadores de árboles", que se dispersaban en lo alto de los árboles para mantenerse a salvo y sucumbían fácilmente a las flechas venenosas utilizadas por los cazadores locales; y por otro lado estaban los llamados "asesinos de leones", que rara vez trepaban a los árboles, eran más grandes y oscuros y no les afectaban las flechas venenosas. Otros informes atribuyen esta declaración a Ammann.  Williams afirmó haber observado tres especies de chimpancés, incluida ésta nueva, durante su gira de verano.
"Las características únicas que exhiben simplemente no encajan en los otros grupos de simios", dijo Williams. Los simios, argumentó, podrían ser una nueva especie desconocida para la ciencia, una nueva subespecie de chimpancé o un híbrido del gorila y el chimpancé. "Como mínimo, tenemos una cultura de chimpancés única y aislada, que no se parece a ninguna otra que haya sido estudiada", afirmó. Estos y otros pronunciamientos sensacionalistas a los medios resultaron controvertidos, y Williams posteriormente dejaría de ser bienvenida para estudiar estos animales con Ammann., el cual publicó una carta en 2003 denunciando la participación poco profesional de Williams.  Williams por su parte prometió continuar sin él, haciendo planes para otra expedición. Cleve Hicks, un primatólogo reclutado por Ammann en 2004, afirmó que "genéticamente, ni siquiera son una subespecie".
El ADN mitocondrial recogido a partir de pelos tomados de los nidos encontrados en 2003 que pertenecían a los chimpancés Pan troglodytes schweinfurthii. Williams argumentó y replicó que todos estos pelos podrían haber sido contaminados por chimpancés o humanos reales, o que el uso convencional de regiones de ADNm descubiertas en la investigación humana como marcadores genéticos era incorrecto en primatología, o que el ADNm, que sólo se transmite por las madres, no reflejaría una hibridación unidireccional con gorilas machos.
En 2004, Hicks estudió varias comunidades de chimpancés 60 km al noroeste de la ciudad de Bili. Aunque los simios, incluidos los machos adultos, rodeaban a los humanos y mostraban interés o curiosidad por ellos, de forma similar a los informes anteriores, no atacaban ni se volvían amenazantes.
En 2005, Williams quedaría paralizada en un accidente y sus afirmaciones a los medios sobre los simios de Bili cesaron. Nunca llevó a cabo la expedición planeada. 
En 2006, Hicks y sus colaboradores completaron otra larga búsqueda de chimpancés, durante la cual pudieron observar a las criaturas durante un total de veinte horas. Hicks informó: "No veo nada de gorila en ellos. Las hembras definitivamente tienen protuberancias sexuales de chimpancé, jadean y ululan, tamborilean en los árboles, etc.". Las muestras de ADN recuperadas de las heces también confirmaron la clasificación de estos simios en la subespecie de chimpancé P. t. schweinfurthii. Cuando un informe sobre la investigación de Hicks en el sitio web New Scientist fue posteriormente confundido con afirmaciones originadas en Williams, Hicks escribió para afirmar que el artículo informaba y lo citaba incorrectamente.
En 2019, Hicks y otros publicaron un artículo exhaustivo sobre los chimpancés de la más amplia «región Bili-Uéré», como denominaron a la parte central de la cuenca hidrográfica del Uélé. La vieja controversia sobre los simios gigantes fue ignorada por completo.  Se estudiaron durante 12 años a veinte grupos de chimpancés. En el trabajo, Hicks et al. clasifican a los chimpancés de esta zona como un "reino" conductual, subdividido en muchas "regiones", unidas por preferencias y técnicas comunes, definidas por el uso de herramientas, preferencias dietéticas y otros hábitos. Se observó que los chimpancés de Bili-Uéré, por ejemplo, no comen termitas del género Macrotermes, que son muy apreciadas por los simios, a menos que estén formando un enjambre de apareamiento. A pesar de los primeros informes sobre el uso de varas muy largas para pescar termitas, Hicks et al. documentan que estos chimpancés no usan varas para pescar termitas, sino que golpean los montículos contra las raíces.

## Descripción
Williams afirmó en un primer momento que los simios eran bípedos (caminaban erguidos), medían 6 pies (1,8 m) de altura y tenían el aspecto de un chimpancé gigante; lo que los hacía parecerse más al extinto Australopiteco o Sahelanthropus .
Según Williams, «Tienen una cara muy plana, un hocico ancho y el arco superciliar es recto y sobresaliente. Parecen volverse grises muy jóvenes, pero en lugar de volverse gris negruzcos como los gorilas, se vuelven grises por todas partes». Williams observó que desarrollaban un pelaje gris uniforme independientemente de la edad y el sexo, lo que sugería que el encanecimiento ocurría en etapas tempranas de la vida (mientras que en todas las especies conocidas de gorilas, solo los machos se vuelven grises al envejecer y el encanecimiento se limita únicamente a la espalda).
Un solo cráneo de Bili tenía una prominente cresta superciliar y una cresta sagital similar a la de un gorila, pero otras medidas morfológicas eran como las de los chimpancés. No obstante, solo uno de los muchos cráneos encontrados en Bili tenía una cresta sagital, por lo que no podría considerarse típico de la población. 
Además las hembras de simios Bili tienen hinchazones genitales similares a las de otros chimpancés, aunque Williams afirmó lo contrario.

### Comportamiento
De acuerdo a lo afirmado por Williams, los simios aullaron a la Luna. Sin embargo, Hicks y Ammann  cuestionaron este hecho. 
Según Hicks, en cierto modo, los simios se comportaban más como gorilas que como chimpancés. Por ejemplo, construían nidos en el suelo como lo hacen los gorilas, utilizando ramas entrelazadas y/o árboles jóvenes, doblados hacia abajo formando un cuenco central. Sin embargo, con frecuencia también anidaban en los árboles. A menudo, los nidos en el suelo se encontraban debajo o cerca de los nidos de los árboles. Su dieta era claramente similar a la de los chimpancés y consistía principalmente en frutas (visitan con frecuencia árboles frutales como las higueras estranguladoras).
En 2004, Hicks observó un grupo lejos de las carreteras y los pueblos y dijo que cuando lo encontraron, los chimpancés no solo se acercaron a los humanos, sino que también los rodearon con gran curiosidad. Hicks encontró intrigante este comportamiento hacia los humanos. Se los encontraban cara a cara, se miraban fijamente y luego se alejaban en silencio. Había poca o ninguna agresión, pero tampoco existía miedo. "Los gorilas machos siempre atacan cuando se encuentran con un cazador, pero no existían historias como esa" sobre los chimpancés, según Ammann. Hicks aclara las afirmaciones de Williams de la siguiente manera: los simios en un período de aproximadamente 20 km (12,4 mi) de los caminos huyen los humanos casi sin excepción. Los machos adultos son los que muestran mayor miedo. Sin embargo, cuanto más alejados están de las carreteras, los chimpancés se vuelven progresivamente "ingenuos".
Aunque estos simios evitan la cámara, parecen tener una naturaleza curiosa. Se ha observado que, cuando estos chimpancés encuentran humanos cerca, no solo se acercan a ellos, sino que los rodean por pura curiosidad. Los chimpancés se paraban cara a cara e intercambiaban miradas anhelantes.